# Sablonville
Sablonville est un quartier de la commune de Neuilly-sur-Seine, dans les Hauts-de-Seine correspondant à l'emplacement de l'ancien parc des Sablons, à l'extrémité est de la ville actuelle limitrophe de Paris et du Boulevard périphérique. Il s'étend entre le bois de Boulogne, le marché, le parc de Neuilly et la porte Maillot.

## Description
Sablonville doit son nom à sa situation sur la plaine sablonneuse (nommée plaine des Sablons) ainsi qu'au lotissement créé à cet endroit à partir de 1830. Ce village neuf occupait l'emplacement de l'ancien parc des Sablons, à l'extrémité de la plaine.
L'axe principal du quartier est la rue de Sablonville (d'abord nommée rue de la Barrière du Roule) qui traversait le quartier en diagonale entre la porte des Ternes de Paris jusqu'au marché des Sablons à Neuilly à l'intersection de la rue Madeleine-Michelis actuelle (alors rue du Marché) et de l'avenue Charles-de-Gaulle (alors Route Royale ou nouvelle route de Neuilly).

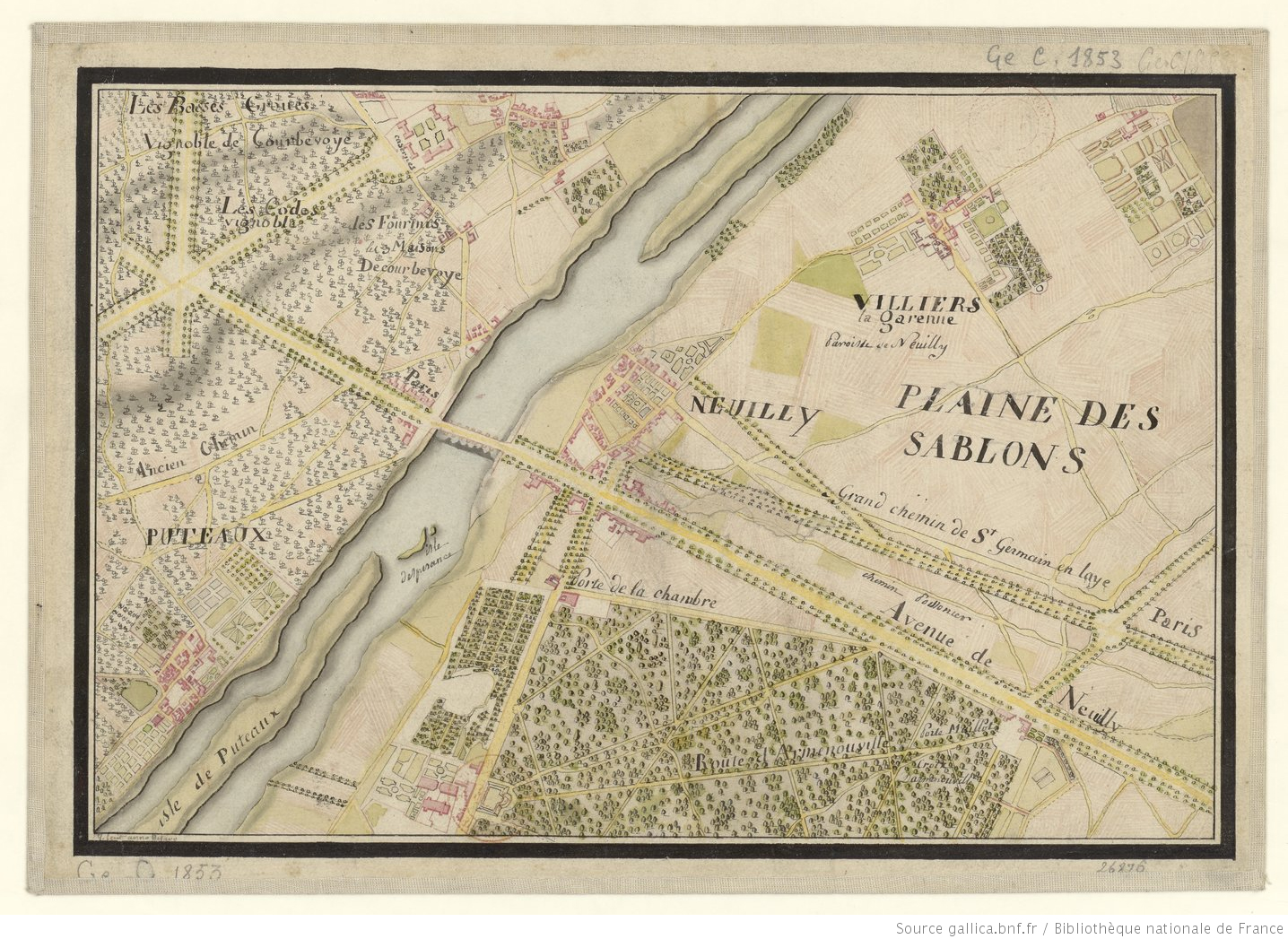
la plaine des Sablons vers 1800

Les autres rues rayonnantes de ce nouveau lotissement étaient les rues de Chartres et de Montrosier (qui ont gardé ces noms). Elles étaient complétées par un carré formé par les rues du Nord (Armenonville), de l'Est (rue Gustave Charpentier rattachée depuis à Paris), du Midi (conservée aujourd'hui) et de l’Ouest (Rue du Commandant Pilot).

## La Plaine des Sablons
Entre Neuilly et les Ternes, existait naguère une vaste plaine que son sol pierreux et calcaire a fait nommer la plaine des Sablons. Ce ne furent longtemps que des terres pauvres à cultiver et des réserves de Chasses Royales.

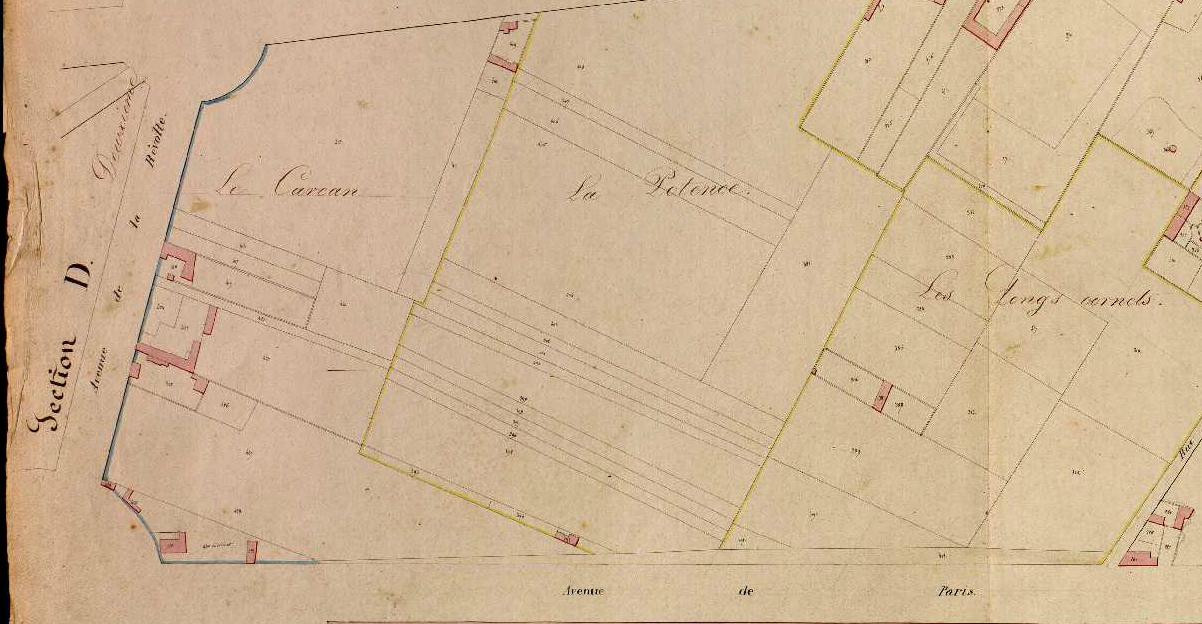
lieux-dits de la plaine des sablons

Cette plaine s'étendait de part et d'autre de la route des princes (ou route de la révolte) et à partir de la Porte-Maillot, elle s'étendait au Nord jusque vers les terres de Villiers et de Clichy; et à l'Ouest elle longeait le nord du Bois de Boulogne, jusqu'aux abords du village de Neuilly (alors un petit port sur la Seine, situé près du pont).
« Au XVIIIe siècle, cette vaste partie du territoire de Neuilly était partagée entre huit lieux-dits : les Froids-culs, les Terres-Blanches, les Clôtures, la Potence, le Carcan, les Six Tournois, Bonnival et les Longs Cornets. » À la lueur de ces appellations, on peut aisément se faire une idée du coin charmant que pouvaient être Les Sablons; de Potence en Carcan, on était très loin de l'espace à la fois commercial et résidentiel qu'il est devenu.
Quant à l'expression « Froids-culs », elle peut vraisemblablement venir d'une pratique qui avait cours au Moyen Âge et qui consistait à exposer « cul-nu » ceux qui avaient fait faillite.
Cette zone était divisée entre 81 propriétaires jusqu'en 1750, date à laquelle Louis XV exproprie les commerçants et en fait un champ de manœuvres destiné à l'Infanterie de la Maison du Roi. C'est à cette époque qu'on commence à substituer aux huit lieux-dits, le nom global de plaine des Sablons.

## Aménagements des Sablons
À la suite d'un pari, le 27 février 1766, est organisée une première course hippique. Le succès fut immédiat, 2 000 carrosses vinrent jusqu'aux Sablons ; Marie-Antoinette y assistait depuis un belvédère à 28 glaces spécialement édifié pour elle. Toute la jeunesse dorée profitera du spectacle jusqu'à l'interdiction du jeu, par Louis XVI, en 1783.
Le 7 juillet 1796, la plaine des Sablons, considérée comme bien national provenant de l'abbaye de Saint-Denis, est vendue aux enchères. Ce fut le parc des Sablons où un « entrepreneur » installa sous le Directoire un Vaux-hall, jardin public avec attractions, précurseur du Luna-Park, et que fréquentèrent les incroyables et les merveilleuses. Puis un immense jardin y est organisé pour servir de cadre à de nombreuses fêtes notamment à des courses de chars connus sous le nom de « Jeux chevaleresques ». Ces jeux durèrent jusqu'en 1820 quand Casimir Perier, dernier propriétaire vend la majeure partie des terrains à Madame de Montrosier et à Auguste Rougevin.
Auguste Rougevin, fut architecte de l'hôtel des Invalides jusqu’en 1859, il entreprit de lotir le domaine des Sablons dès 1825. Il fut le véritable fondateur du quartier des Sablons tel que nous le connaissons aujourd'hui.
Mais quelques années plus tard, en 1841, la construction de l'enceinte fortifiée de Thiers devait amorcer la séparation de Neuilly d'une moitié de l'agglomération de Sablonville et de la totalité de celle des Ternes, ce qui fut définitivement acté par leur annexion de 1863 à la ville de Paris.
Garagistes et artisans de l'industrie automobile trouveront refuge rue de Sablonville après la Première Guerre mondiale. Le métropolitain avec l'ouverture de la station de Métro des Sablons le 29 avril 1937, finira de faire de Neuilly une prolongation de Paris.

## Événements  historiques

### Grandes revues des Sablons

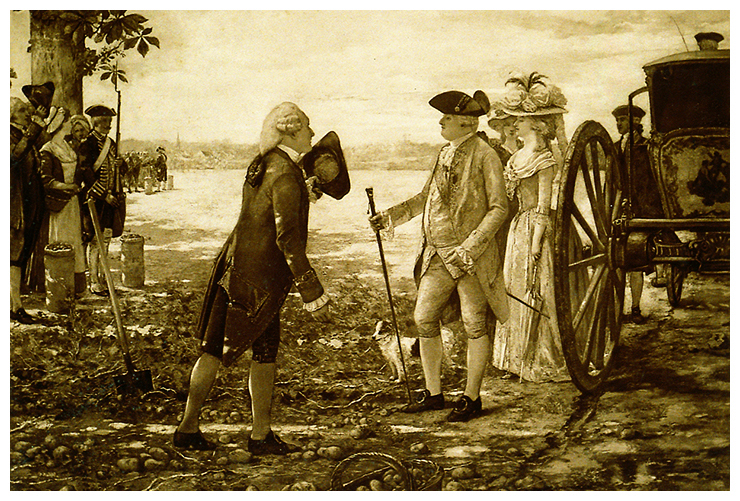
Louis XVI et Parmentier aux Sablons

À partir de 1750, Louis XV se servit de cette plaine pour y passer tous les ans, dans les premiers jours de mai, la revue des gardes-françaises et des gardes suisses constituant la garnison de Paris. À cette occasion, il venait de Versailles par Sèvres, traversait le Bois de Boulogne par Vallée Royale (route de Saint-Denis) et en sortait par la porte Maillot pour arriver aux Sablons.
Il y avait une telle cohue de curieux accourus de Paris que les régiments manœuvraient presque au milieu de la foule et que les camelots, bouquetières, vendeurs d'oublys et de plaisir-mesdames se sauvaient devant les premiers rangs pour se réfugier à l'abri des carrosses.
Dans les carrosses les dames de la Cour, plus empanachées que leurs équipages, — ce qui n'était pas peu dire — avec leurs coiffures à la distinction et à la monte-au-ciel, marivaudaient avec les seigneurs caracolant aux portières ; tandis que devant le roi et sa brillante escorte de princes et de maréchaux, ondulaient, bannières au vent, les lignes bleues des gardes françaises et les lignes rouges des gardes suisses. Ces revues se passèrent au Champ-de-Mars à partir de 1770.

### La culture des pommes de terre
En 1787, c'est dans cette plaine des Sablons que l'apothicaire Antoine Parmentier tentera les premières cultures de la pomme de terre. Louis XVI y vint visiter ses plants, mit à sa boutonnière une fleur de ce tubercule et ordonna qu'on lui en servît tous les jours un plat. Les courtisans l'imitèrent, et bientôt tout le monde. Les Français souvent victimes de la famine lui en seront très reconnaissants.

### École de Mars
Le 1er juin 1794, l'École de Mars est créée par la Convention et située dans la plaine des Sablons, mais les élèves n'arrivent que le 8 juillet 1794. Plus de 3 000 élèves, âgés de 16 à 17 ans, s'y retrouvent pour recevoir « avec une éducation révolutionnaire, les connaissances et les mœurs d'un soldat républicain ». Tout cet endroit se couvrit de tentes. Les jeunes gens commençaient une éducation militaire assez rude lorsque l'école est dissoute le 23 octobre 1794 car suspectée de jacobinisme. Les élèves sont renvoyés dans leurs foyers et un parc d'artillerie prit la place de l’École de Mars.

### Coup d'État du 13 Vendémiaire
Le 5 octobre 1795, le jeune Murat, alors chef d'escadron, vint y chercher hâtivement les quarante canons des sections rassemblées au camp des Sablons. Sans ces canons placés aux extrémités de toutes les rues qui conduisent à la Convention et qui mitraillèrent les « sectionnaires » sur les marches de l'église Saint-Roch, le jeune Général Bonaparte n'aurait jamais pu réussir à mater l'insurrection du 13 Vendémiaire de l'An IV, qui le fera surnommer le « général Vendémiaire ».